# Kurt Caselli
Kurt Caselli (* 30. Juni 1983; † 15. November 2013 in Mexiko) war ein US-amerikanischer Offroad-Motorradrennfahrer.

## Karriere
Kurt Casellis erster großer Erfolg war 2006 den Gewinn der ISDE-Junior-Welttrophäe. 2007, 2010 und 2011 wurde er Meister in der US-amerikanischen World Off Racing Championship Series (WORCS).
In den Jahren 2011 bis 2013 gewann Caselli die AMA National Hare & Hound-Meisterschaft.
2012 siegte er im Motorrad- und ATV-Wettbewerb der SCORE Baja San Felipe 250.
Sein letzter Erfolg waren 2013 zwei Etappensiege in der Rallye Dakar.
Während der Baja 1000 verstarb Caselli, der bei KTM als Werksfahrer unter Vertrag stand, bei einem Unfall.